# Loreta Janeta Velázquez
Loreta Janeta Velázquez (26 de junio de 1842 - 1923) fue una mujer supuestamente cubana que disfrazada de hombre luchó para el Ejército Confederado durante la guerra de Secesión estadounidense. Después de la muerte accidental de su marido soldado, se alistó en el Ejército Confederado en 1861. Luchó en Bull Run, Ball's Bluff, y el Fuerte Donelson, pero fue dada de baja cuando su género fue descubierto mientras se encontraba en Nueva Orleans. Se realistó y combatió en Shiloh, hasta que fue descubierta una vez más. Entonces se ofreció como espía confederada, trabajando en atuendo masculino y femenino, y como agente doble también informando a los Servicios Secretos de EE.UU Se casó tres veces quedando siempre viuda. Según William C. Davis, murió en enero de 1923 bajo el nombre de Loretta J. Beard después de muchos años olvidada, en una institución psiquiátrica pública, St. Elizabeths Hospital. Espió para la Unión por aproximadamente cinco años.

## La Mujer en Batalla
Velázquez registró sus aventuras en un libro de 600 páginas, La Mujer en Batalla: Una Narrativa de las Proezas, Aventuras, y viajes de Madame Loreta Janeta Velázquez, también conocida como lugarteniente Harry T. Buford, Ejército Confederado (1876) para apoyar la manutención de su hijo. El general confederado Jubal Anderson Early se negó a aceptar esas memorias como hechos, pero estudiosos recientes han verificado algunas de sus reclamaciones con base en documentos secundarios, incluyendo historias en diarios contemporáneos.

### Nacimiento y familia
Loreta Janeta Velázquez nació en La Habana, Cuba, el 26 de junio de 1842, de un acomodado oficial cubano y una madre de ascendencia francesa y estadounidense. También utilizó el nombre Alice Williams. Según su propio relato, Velázquez era de origen español y relacionado con el gobernador cubano Diego Velázquez de Cuéllar y el artista Diego Velázquez.
Su padre era un oficial del gobierno español que poseyó plantaciones en México y Cuba. Sentía un profundo resentimiento hacia los Estados Unidos después de perder un rancho heredado durante la guerra mexicano- americana en San Luis Potosí. Esta animosidad perpetuó el distanciamiento entre Velázquez y su padre después de su fuga con un soldado estadounidense.
Velázquez aprendió la lengua inglesa en la escuela en Nueva Orleans en 1849, mientras vivía con una tía. La riqueza de su padre como dueño de plantaciones le permitía la oportunidad de viajar y continuar su educación. Mientras residía en Nueva Orleans, Velázquez gustaba de los cuentos de hadas e historias de heroicidad, citando a Juana de Arco como su inspiración particular.
Velázquez se comprometió con un joven español, "Raphael", en lo que en sus memorias describe como un "matrimonio de conveniencia" pero a los catorce años, se fugó con un oficial del Ejército de los Estados Unidos en Texas nombrado solo como William el 5 de abril de 1856, a pesar de las amenazas de su familia de ser enviada a un convento o de regreso a Cuba. Su decisión fue mal recibida, causando su distanciamiento familiar. Inicialmente continuó viviendo con su tía, pero después de una discusión se marchó con su marido y vivieron en varios puestos del ejército, alejándose aún más de su familia al convertirse al metodismo.

### Guerra civil americana

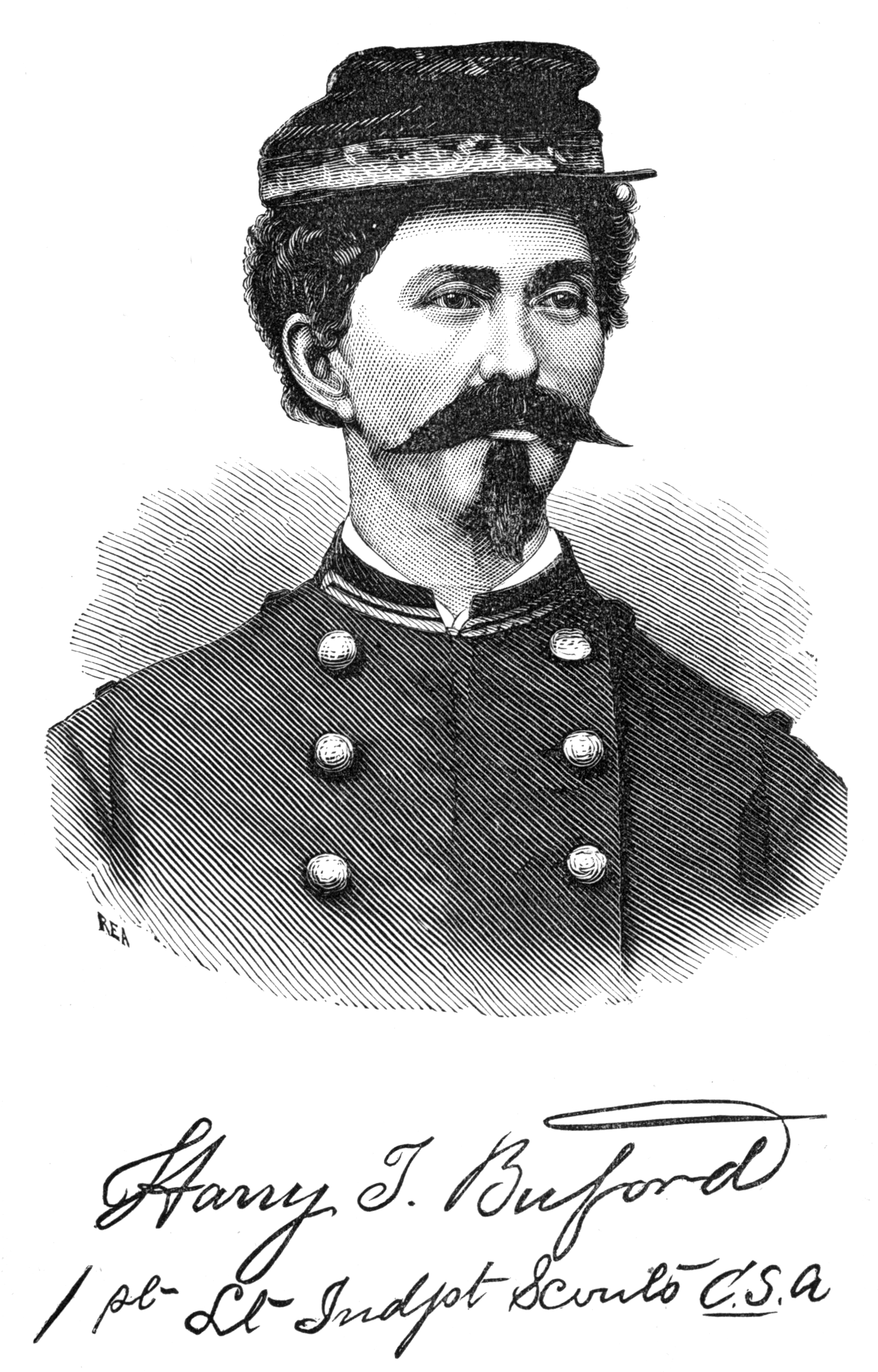
Loreta Janeta Velázquez

Al iniciarse la guerra civil estadounidense, el marido de Velázquez renunció a su comisión estadounidense y se unió al Ejército Confederado. El matrimonio se interesó más en la guerra después de las muertes prematuras de sus tres hijos. Al principio, William ayudó a Velázquez en sus esfuerzos para adoptar una identidad masculina y alistarse. Una noche salió junto con Velázquez disfrazada, para asegurarse de que viera el comportamiento de otros hombres y así disuadirla. Aun así, el deseo de Velázquez por alistarse sólo se fortaleció. Velázquez no logró convencer su marido para permitírselo, así que adquirió dos uniformes, adoptó el nombre de Harry T. Buford y con uno puesto se marchó a Arkansas. Allí reclutó a 236 hombres en cuatro días, los embarcó en Pensacola, Florida, y los presentó a su marido como su comando. Su marido murió poco después en un accidente mientras demostraba el uso de armas a sus tropas. Velázquez entregó sus hombres a un amigo y empezó a buscar más cosas para hacer.
Su primera experiencia en combate como soldado independiente fue en la Primera batalla de Bull Run. Finalmente cansada de la vida de campamento, se puso prendas femeninas para ir a Washington, D.C., donde espió para la Confederación. Afirmó haberse encontrado con Abraham Lincoln y el Secretario de Guerra Simon Cameron. Cuando regresó al sur, fue asignada al cuerpo de detectives. Luego se fue a Tennessee.
En Tennessee, luchó en el asedio de Fort Donelson hasta la rendición. Fue herida en batalla, pero no fue descubierta. Huyó a Nueva Orleans, donde fue arrestada, bajo sospecha de ser una espía de la Unión disfrazada de hombre. Después de ser liberada, se realistó para escapar de la ciudad.
En Shiloh, encontró al batallón que había formado en Arkansas y luchó en la batalla. Cuando estaban enterrando a los muertos después del enfrentamiento, un proyectil perdido la hirió. Cuando el doctor del ejército la examinó descubrió que era una mujer, así que huyó otra vez a Nueva Orleans y vio al comandante general Benjamin Franklin Butler tomar la ciudad. Entonces abandonó el uniforme.
Después, en Richmond, Virginia, las autoridades la contrataron de nuevo como espía y empezó a viajar por todo EE. UU. En aquel tiempo, se casó con un tal capitán Thomas DeCaulp; ella dijo que murió poco después en un hospital de Chattanooga (Un oficial con ese nombre se sabe que sobrevivió a la guerra).
Luego viajó al norte donde los oficiales la contrataron para buscar. En Ohio e Indiana, intentó organizar una rebelión de prisioneros de guerra confederados.

### Viajes
Después de la guerra, Velázquez viajó a Europa con su hermano, así como por el sur de los Estados Unidos. Se casó con el Mayor Wasson y emigró con él a Venezuela. Cuando él  murió en Caracas, ella regresó a los Estados Unidos. Durante sus posteriores viajes por  EE. UU., dio a luz un bebé y conoció a Brigham Young en Utah. Llegó a Omaha, casi sin un centavo, pero engatusó al general W. S. Harney que le dio mantas y un revólver. Dos días después de su llegada al área minera de Nevada, recibió una propuesta de matrimonio de un hombre de sesenta años, la cual rechazó. Después de que finalmente se casó con un hombre más joven, cuyo nombre no se conoce, Velázquez pronto dejó Nevada, viajando con su bebé.

## Recepción de su libro
Su libro apareció publicado en 1876. En el prefacio, Velázquez declaró que había escrito el libro principalmente para obtener dinero con que poder mantener a su niño, quizás para contrarrestar la idea de que se aprovechaba de la guerra. La veracidad de la historia fue atacada casi inmediatamente, y sigue siendo un problema para los académicos. Alguna reclamación es probablemente enteramente ficticia, otros detalles del texto muestran una familiaridad con los tiempos que sería difícil de simular por completo.
Poco después de su aparición, el antiguo general confederado Jubal Anderson Early denunció el libro como una ficción obvia.
En 2007, The History Channel estrenó Full Metal Corset, un programa que presentó detalles de la historia de Velázquez como genuinos. Aun así, la veracidad general de su relato sigue siendo indeterminada y altamente cuestionable.

## Carrera después de la guerra
Tras la publicación se volvió muy activa en la vida pública y política, implicándose particularmente en negocios especulativos en torno a la minería y la construcción de ferrocarriles, así como implicándose en periodismo y escritura. Su biógrafo William C. Davis sugiere que sus acciones eran generalmente fraudulentas, pretendiendo recaudar dinero para ella y sus socios, aunque tales esquemas eran prácticas empresariales típicas en aquella época. Algunos artículos de prensa destacaban su vitalidad y perspicacia para los negocios, como uno en 1891 del New York Herald reimpreso en el Saturday Evening Mail Terre. Aquí Velázquez fue descrita como "una mujer de negocios, una mujer que puede hacer 'cosas' como un hombre".

## Muerte
Sobre Loreta Janeta Velázquez se ha dicho que pudo haber muerto en 1897, pero el historiador Richard Hall declara que su muerte es desconocida y el sitio y fecha de su muerte son también desconocidos. Hall, en Patriots in Disguise (Los patriotas disfrazados), echa un duro vistazo a La Mujer en Batalla y analiza si sus reclamaciones son precisas o ficticias. Elizabeth Leonard, en All the Daring of the Soldier, evalúa La Mujer en Batalla como en gran parte ficción, pero basado en experiencia real. Un informe periodístico de la época menciona que un tal lugarteniente Bensford al ser arrestado se  reveló que "de hecho era una mujer", y da su nombre real como Alice Williams, un nombre que Loreta Velázquez aparentemente también utilizó como espía.

## En la cultura popular
Rebel, una investigación en documental, examina la historia de Loreta Velázquez. La película es una historia de detectives explorando las reclamaciones de Velázquez y la política implicada en borrarla de la historia. Fue producida en 2013.

## Biografía revisionista
En octubre de 2016, William C. Davis publicó una biografía detallada de Velázquez titulada Inventing Loreta Velásquez: Confederate Soldier Impersonator, Media Celebrity, and Con Artist. Su historia se basa en sus investigaciones de periódicos y archivos y afirma que la totalidad de La Mujer en Batalla es ficción. Davis afirma que Velázquez tampoco era cubana ni una soldado confederada, sino una ladrona y prostituta, posiblemente nacida en Nueva York, y finalmente una estafadora e impostora. Velázquez utilizó muchos alias y son inciertos su nombre real, edad, y sitio de nacimiento, por lo que tampoco está seguro de su origen familiar y etnia. La mujer finalmente identificada como Velázquez cumplió condena en prisión por robo y otros delitos menores, y posteriormente se inventó unos orígenes más glamurosos, habiendo aprendido a mentir mientras trabajaba como prostituta. El trabajo de Davis no sólo ve su caso bajo una luz negativa, sino que también expresa sus dudas sobre si alguna vez las mujeres sirvieron efectivamente como personal militar en la Guerra Civil, sus dudas son concretas alrededor del servicio de Velázquez. Esto contradice los registros oficiales que mencionan soldados femeninos bajo identidades masculinas, como Sarah Rosetta Wakeman o Florena Budwin. Davis, sin embargo, proporciona una fecha definitiva para su muerte como Loretta J. Beard el 26 de enero de 1923, en el St. Elizabeth Hospital para dementes, en Washington. En su capítulo final, Davis critica los enfoques historiográficos feministas e hispanos de Velázquez así como la teoría literaria posmodernista, afirmando que no han evaluado con exactitud a Velázquez y han perpetuado sus mentiras para promover su propia agenda.

## Otras lecturas
- Ruiz, Vicki L.; Korrol, Virginia Sánchez (2005). Ruiz, Vicki L.; Korrol, Virginia Sánchez (2005). Latina legacies : identity, biography, and community. New York: Oxford University Press. ISBN 9780195153989.
- Ruiz, Vicki L.; Korrol, Virginia Sánchez (2006). Ruiz, Vicki L.; Korrol, Virginia Sánchez (2006). Latinas in the United States a Historical Encyclopedia.. Bloomington: Indiana University Press. ISBN 9780253111692.